# Монте Кремаско
Мо̀нте Крема̀ско (на италиански: Monte Cremasco, на местен диалект: Mucc, Мук) е село и община в Северна Италия, провинция Кремона, регион Ломбардия. Разположено е на 84 m надморска височина. Населението на общината е 2321 души (към 2016 г.).